# 貝爾萊什蒂鄉
44°55′N 23°40′E / 44.917°N 23.667°E
貝爾萊什蒂鄉（羅馬尼亞語：Comuna Berlești, Gorj），是羅馬尼亞的鄉份，位於該國西南部，由戈爾日縣負責管轄，面積58平方公里，海拔高度332米，2007年人口2,381，人口密度每平方公里41人。